# Făurei (Neamț)
Pour les articles homonymes, voir Făurei.
Făurei est une commune roumaine du județ de Neamț, dans la région historique de Moldavie et dans la région de développement du Nord-Est.

## Géographie
La commune de Făurei est située dans le centre est du județ, sur le plateau moldave, à 2é km à l'ouest de Roman et à 27 km à l'est de Piatra Neamț, le chef-lieu du județ.
La municipalité est composée des quatre villages suivants (population en 1992) :
- Budești (1 079) ;
- Climești (363) ;
- Făurei (626), siège de la municipalité ;
- Micșunești.

## Histoire
La première mention écrite du village date de 1459. Le village de Făurei a été un fief de la famille Cantacuzène, très puissante en Moldavie.

## Politique
| Période                                  | Période  | Identité                | Étiquette | Qualité |
| ---------------------------------------- | -------- | ----------------------- | --------- | ------- |
| Les données manquantes sont à compléter. |          |                         |           |         |
|                                          | 2012     | Vasile Gherghel         | PDL       |         |
| 2012                                     | 2016     | Vasile-Dragoș Ungureanu |           |         |
| 2016                                     | En cours | Gheorghe Şipoteanu      | PNL       |         |

| Parti | Parti                          | Sièges |
| ----- | ------------------------------ | ------ |
|       | Parti social-démocrate (PSD)   | 2      |
|       | Parti national libéral (PNL)   | 4      |
|       | M10                            | 2      |
|       | Parti écologiste roumain (PER) | 1      |
|       | Parti social roumain (PMP)     | 2      |

## Religions
En 2002, la composition religieuse de la commune était la suivante :
- Chrétiens orthodoxes, 98,97 %.

## Démographie
En 2002, la commune comptait 2 345 Roumains (99,91 %). On comptait à cette date 1 079 ménages et 1 079 logements.
| 1992  | 2002  | 2007  |
| ----- | ----- | ----- |
| 2 422 | 2 347 | 2 228 |

## Économie
L'économie de la commune repose sur l'agriculture et l'élevage. La commune compte 3 534 ha de terres arables, 758 ha de pâturages et 630 ha de prairies.

## Communications

### Routes
Făurei est située à proximité de la route nationale DN15D Piatra Neamț-Roman.

## Lieux et monuments
- Budești, église orthodoxe St Jean Baptiste (Sf Ioan Botezătorul) de 1664[6].
- Micșunești, église en bois St Nicolas (Sf. Nicolae) du XVIIIe siècle.